# Химера (гурт)
«Химе́ра» — російський рок-гурт, заснований в 1990 році. Фронтмен та засновник гурту — Едуард Старков.

## Діскографія

### Едуард Старков
- Redt Старков & Co (1991)

### Депутат Балтики
- Полупетроградская акустика (1991)
- Кораблики. Концерт в ДК Пищевиков (1991)
- Сны кочегара (1991)
- Комиссар дымовой жандармерии (1991)

### Химера
- Первый записаный концерт (1992)
- Фантазёры (1992)
- Химера[1] (1993)
- Электричка (1994)
- Калевала (1994)
- Nuihuli (1995)
- ZUDWA[2] (1997)
- ZUDWA-DWA (2003)